# Christine J. Schiff
Christine J. Schiff är en nyzeeländsk amatörastronom.
Minor Planet Center listar henne som C. J. Schiff och som upptäckare av 1 asteroid.
Tillsammans med maken Joel L. Schiff upptäckte hon asteroiden 12926 Brianmason.